# Alexander Salkind (Filmproduzent)
Alexander Salkind (russisch Александр Михайлович Залкинд; * 2. Juni 1921 in Freie Stadt Danzig, heute Gdańsk Polen; † 8. März 1997 in Neuilly-sur-Seine, Hauts-de-Seine, Île-de-France, Frankreich) war ein russisch-mexikanischer Filmproduzent.

## Leben
Salkind, Sohn des russischen Filmproduzenten und Drehbuchautoren Michail Salkind, wuchs seit 1922 in Berlin auf. Mit seinem Vater emigrierte er nach Paris, 1942 nach Kuba, 1945 nach Mexiko und wurde mexikanischer Staatsbürger. Nachdem er zunächst seinem Vater assistierte, debütierte er 1945 als eigenständiger Filmproduzent. Danach lebte er kurze Zeit in den USA und später in Frankreich, Italien und der Schweiz.
Salkind galt vor allem in den 1960er und 1970er Jahren als ein gefragter Produzent von europäischen Großfilmen mit internationaler Besetzung, darunter der 1961 produzierte Film Der Raub der Sabinerinnen. 1992 produzierte er den Historienfilm Christopher Columbus – Der Entdecker.
Seine beiden bekanntesten Werke jedoch waren 1973 Die drei Musketiere und 1978 Superman. Danach zog sich Salkind, der stets auf seine Unabhängigkeit bedacht war, weitgehend aus dem Filmgeschäft zurück und überließ dieses seinem Sohn Ilya Salkind.

## Filmografie (Auswahl)
- 1950: Der schwarze Jack (Black Jack)
- 1960: Austerlitz – Glanz einer Kaiserkrone (Austerlitz)
- 1961: Der Raub der Sabinerinnen
- 1962: Der Prozeß (Le procès)
- 1967: Cervantes – Der Abenteurer des Königs (Cervantes)
- 1971: Das Licht am Ende der Welt (The Light at the Edge of the World)
- 1972: Blaubart (Barbe bleu)
- 1973: Die drei Musketiere (The Three Musketeers)
- 1978: Superman